# 52 Samodzielna Kompania Czołgów Rozpoznawczych

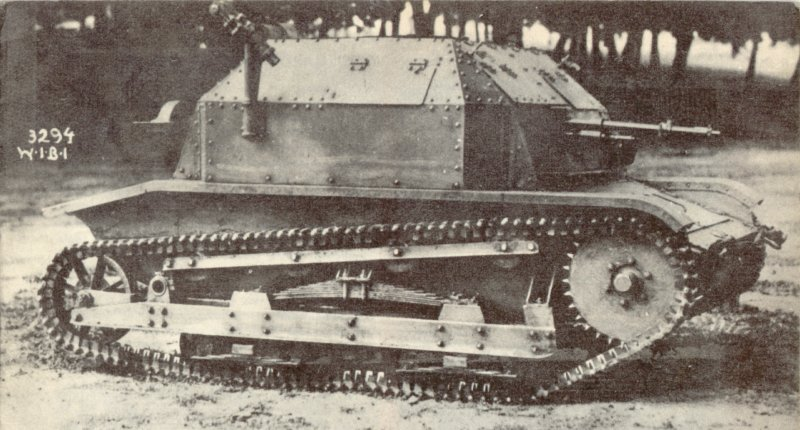
czołg TK-3 – czołg podstawowy kompanii

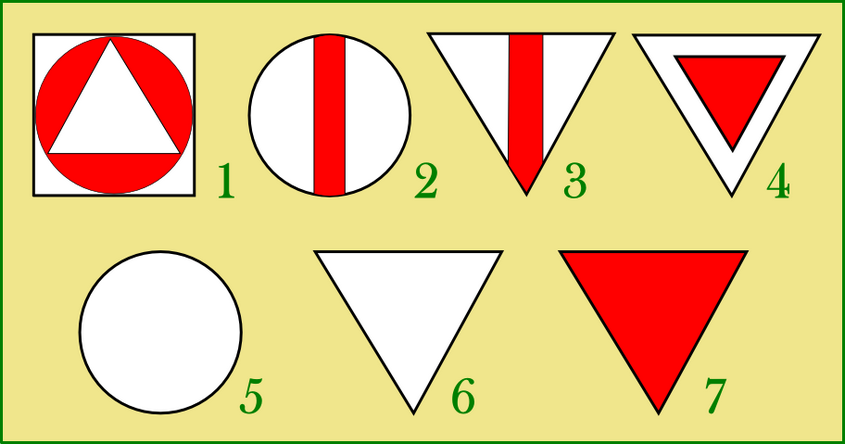
Znaki taktyczne malowane na czołgach lekkich i rozpoznawczych

52 Samodzielna Kompania Czołgów Rozpoznawczych – pancerny pododdział rozpoznawczy Wojska Polskiego II Rzeczypospolitej.

## 52 skczr w kampanii wrześniowej

### Mobilizacja
Kompania nie występowała w pokojowej organizacji wojska. Została sformowana w mobilizacji alarmowej 24 sierpnia 1939 roku w Krakowie w grupie jednostek oznaczonych kolorem żółtym, w czasie A+48 z przeznaczeniem dla Armii „Kraków” – Grupy Operacyjnej „Śląsk”. Jednostką mobilizującą był 5 batalion pancerny.
Na wyposażeniu posiadała 13 czołgów rozpoznawczych TK-3 uzbrojonych w 7,92 mm km Hotchkiss wz.1925.
52 skczr ukończyła mobilizację 25 sierpnia wieczorem, planowano ją przydzielić do 23 Dywizji Piechoty podległej GO „Śląsk”. Rano 26 sierpnia została przegrupowana i stanęła na postój w okolicach Katowic. 

### Działania bojowe
1 września 1939 52 skczr została przydzielona do wzmocnienia obrony odcinka Mikołów. O godz.10.00 I pluton czołgów został wysłany na rozpoznanie wsi Mokre, gdzie spędził z szosy pododdział kolarzy oddziału rozpoznawczego niemieckiej 8 Dywizji Piechoty. II pluton czołgów wsparł kontratak na folwark Paniowy, 10 kilometrów na północ od Mikołowa III batalionu 201 pułku piechoty rez. (51 batalion piechoty). Jeden z czołgów plutonu został ostrzelany przez piechotę polską i uszkodzony. Wieczorem 1 września kompania po zebraniu wszystkich pododdziałów przejechała w kierunku Tych, gdzie na skraju lasu Wilkowyje zorganizowała punkt oporu, zamykając drogę do Tych.
2 września rano II pluton odrzucił niemieckie patrole na drodze do Tych. Około godz.17.00 52 skczr wsparła natarcie II batalionu 73 pułku piechoty na Wyry, które zakończyło się powodzeniem. Wieczorem 52 skczr została ześrodkowana w miejscowości Wilkowyje i podporządkowana dowódcy 55 Dywizji Piechoty rez.. Nocą przejechała do Piotrowic. 
3 września rano prowadziła działania opóźniające na odcinku Mikołów-Katowice. I pluton zaskoczył i zadał straty kompanii kolarzy niemieckiej 8 DP w miejscowości Kostuchna. W potyczce poległ jeden z kierowców czołgu. II pluton rozpoznawał w kierunku Bierunia, w trakcie którego utracił jeden czołg w walce spotkaniowej z patrolem niemieckiej 5 Dywizji Pancernej. Na rozkaz dowódcy dywizji, 52 skczr wykonała uderzenie na nieprzyjaciela wdzierającego się do folwarku Brynów, 5 kilometrów na południe od Katowic, skąd wyparła niemiecką piechotę. Następnie kompania prowadziła działania opóźniające cofając się w kierunku Mysłowic, gdzie wsparła policję, oddział powstańców śląskich oraz pododdział własnej piechoty w walce z dywersantami niemieckimi. Z uwagi na wysadzenie mostów na Przemszy, kompania odjechała do Sosnowca, gdzie przeprawiła się przez zachowany most. W Ciężkowicach zniszczono własny czołg, który był holowany od walk o folwark Pniowy, z uwagi na brak szans na naprawę i zbyt duże zużycie paliwa, przy jego holowaniu. Na koniec dnia kompania posiadała jeszcze sprawnych 11 czołgów TK-3. 
4 września 52 skczr została przydzielona dowódcy 203 pułku piechoty rez., który bronił dolnego biegu rzeki Przemszy. Po południu została wycofana do Krzeszowic, skąd poszczególnymi plutonami osłaniała odwrót 23 DP patrolując w kierunku Chrzanowa.
5 września 52 skczr została wycofana do Krakowa, gdzie w koszarach 5 batalionu pancernego odtwarzała gotowość bojową prowadząc obsługę i naprawy czołgów. Wieczorem odjechała do dyspozycji Grupy Operacyjnej „Jagmin” do Igołomii.
6 września kompania prowadziła rozpoznanie dróg z Krakowa na Słomniki i ze Słomnik na Proszowice, wzdłuż rzeki Szreniawy. Po południu I pluton obsadził Słomniki, a II pluton z dwoma czołgami pojechał w kierunku Krakowa na rozpoznanie, stwierdził obsadzenie lotniska Rakowice i Bieńczyc przez oddziały niemieckie. Następnego dnia kompania koncentrowała się w Proszowicach, prowadząc naprawy sprzętu. Nocą 7/8 września kompania w ramach odwrotu wycofała się z Proszowic do Koniecmostów nad Nidą. 8 września podjęła dalszy marsz do Górnowoli koło Nowego Korczyna, po ciężkich piaszczystych drogach. Czołgi psuły się i odnotowano znaczne zużycie paliwa. Niektóre uszkodzone czołgi porzucano na trasie marszu.
9 września kompania wraz z GO „Jagmin” maszerowała wzdłuż Wisły w kierunku Pacanowa. 52 skczr została skierowana do natarcia z oddziałami 23 DP na Pacanów, który został zdobyty, skąd wyparto oddziały niemieckiej 5 DPanc. Zdobyto porzuconych 6 czołgów niemieckich, ze składu 15 pułku pancernego. Wieczorem osiągnęła w dalszym marszu Połaniec, na trasie pozostawiono kolejne uszkodzone czołgi. 10 września kompania już w składzie 5 czołgów przeszła do lasu Strużki. Wieczorem odjechała do Osieka stanowiąc ubezpieczenie oddziałów GO na przedmościu, gdzie miała odtworzyć zdolność bojową.  
11 września 52 skczr zgodnie z rozkazem dowódcy armii pojechała na rozpoznanie w kierunku Sandomierza, gdzie planowano przeprawić główne siły Armii „Kraków” przez mosty w Sandomierzu. W mieście Koprzywnica około 22 kilometrów od Sandomierza kompania dostała się pod silny ostrzał oddziału wydzielonego niemieckiej 5 DPanc. W wyniku walki ucierpiał szczególnie pluton techniczno-gospodarczy, poległ por. Władysław Rauppe, kilku strzelców zostało rannych. Kompania powróciła z rozpoznania do Osieka. Armia podjęła przeprawę w Baranowie Sandomierskim, z uwagi na nośność mostów czołgi pozostawiono na zachodnim brzegu Wisły. Kompania na pojazdach nieopancerzonych przeprawiła się przez Wisłę i podjęła marsz w kierunku Sanu. W okolicach Tarnobrzega kompania poniosła straty w wyniku bombardowania przez lotnictwo niemieckie kolumny kompanii. 13 września pozostałość kompanii podjęła marsz w kierunku Lwowa, lecz z powodu odcięcia drogi, resztki kompanii pojechały w kierunku północnym i dołączyły do Warszawskiej Brygady Pancerno-Motorowej.W jej szeregach kontynuowała dalsze walki. 

### Obsada personalna
Obsada w dniu 1 września 1939 roku:
- dowódca kompanii – kpt. Paweł Dubicki (w 1940 rozstrzelany przez Niemców)
- dowódca I plutonu – por. Marian Herman
- dowódca II plutonu – por. Marian Rudnicki
- dowódca plutonu techniczno-gospodarczego – por. Władysław Rauppe († 11 IX 1939)

### Skład kompanii

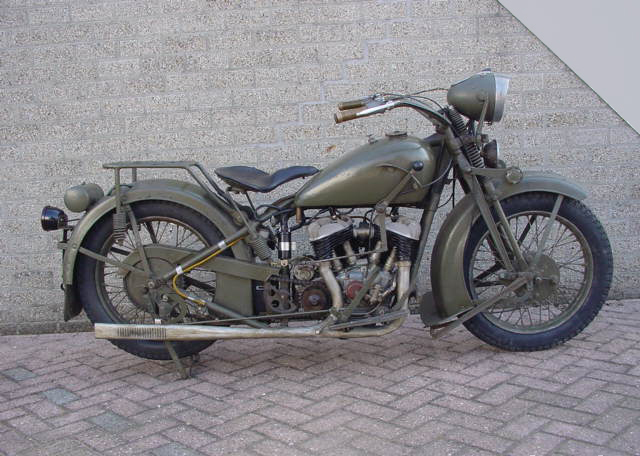
Motocykl Sokół 1000

Poczet dowódcy
- gońcy motocyklowi
- drużyna łączności
  - patrole:

radiotelegraficzny
łączności z lotnictwem
- sekcja pionierów

Razem w dowództwie
1 oficer, 7 podoficerów, 21 szeregowców;
1 czołg, 1 samochód osobowo-terenowy, 2 samochody z radiostacjami N.2, furgonetka, 4 motocykle.
2 x pluton czołgów
1 oficer, 7 podoficerów, 7 szeregowców
6 czołgów, 1 motocykl, przyczepa towarzysząca
pluton techniczno-gospodarczy
- drużyna techniczna
- drużyna gospodarcza
- załogi zapasowe
- tabor

Razem w plutonie
1 oficer, 13 podoficerów, 18 szeregowców
5 samochodów ciężarowych, samochód-warsztat, cysterna, 1 motocykl, transporter czołgów, 2 przyczepy na paliwo, kuchnia polowa